# Turnerkamp
Der Turnerkamp (italienisch Cima di Campo) ist ein 3420 m ü. A. hoher Berg im Hauptkamm der Zillertaler Alpen. Er liegt genau auf der Staatsgrenze zwischen dem Bundesland Tirol  von Österreich und der autonomen Provinz Südtirol von Italien. Zuerst bestiegen wurde er 1865 im Alleingang durch den Bauern Johann Kirchler aus Luttach im Ahrntal. Die erste touristische Begehung erfolgte am 25. Juni 1872 durch die englischen Bergsteiger vom St John’s College, William Henry Hoare Hudson, Charles Taylor sowie William Martin und Richard Pendlebury, geführt von Gabriel Spechtenhauser und Georg Samer.

## Lage und Umgebung

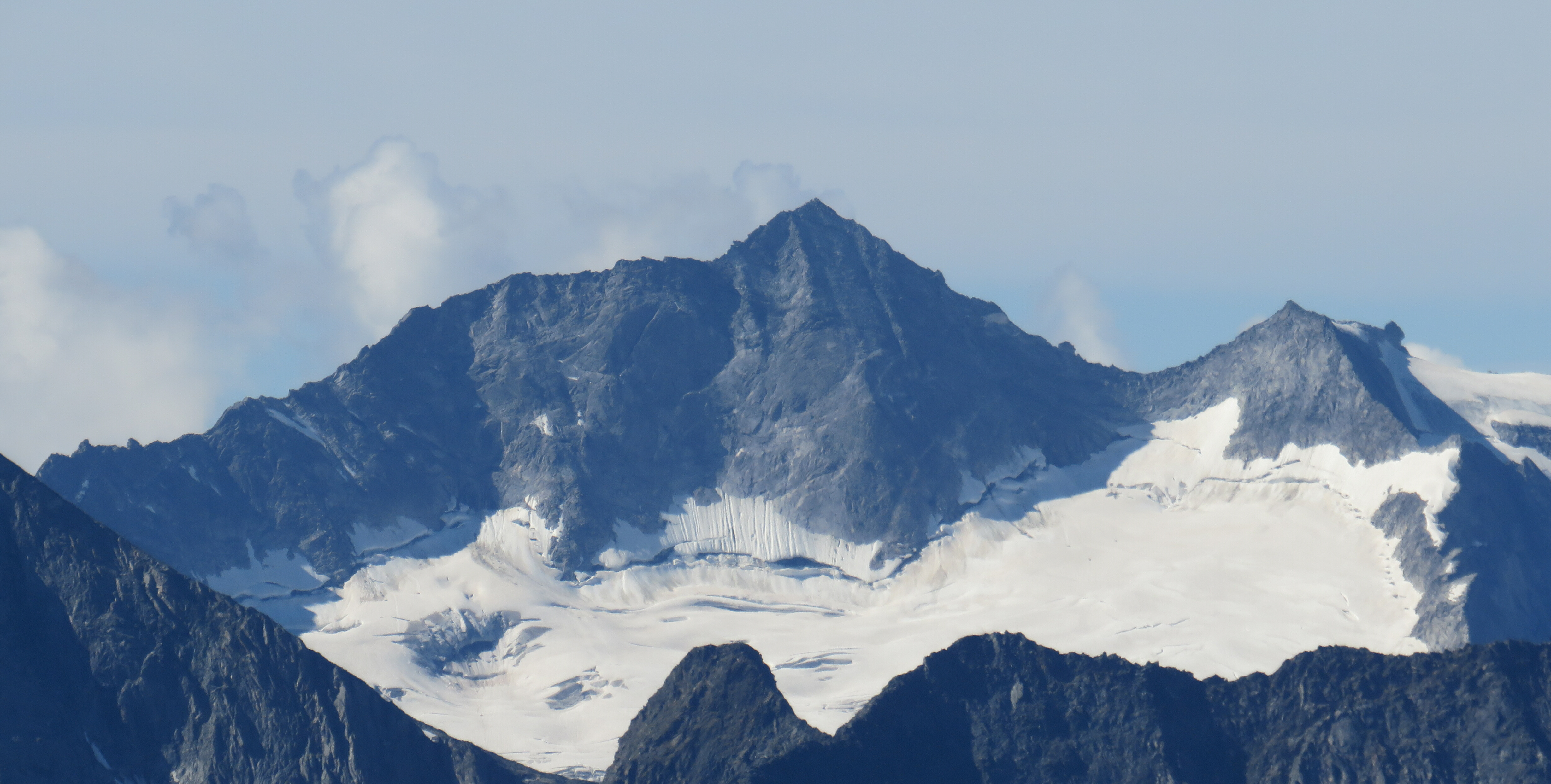
Turnerkamp von Nordosten, rechts davon die Rossruggspitze mit dem Rossrugggrat, zwischen beiden Gipfeln die Rossruggscharte, vorn das Hornkees

Der Turnerkamp ist Bestandteil des Zillertaler Hauptkamms, einer dominierenden Bergkette von über 3000 Meter hohen Gipfeln, die hier grob in Ost-West-Richtung verläuft. Benachbarte Bergstöcke im weiteren Verlauf des Hauptkamms sind im Osten die Hornspitzen, mit der 3198 m hohen V. Hornspitze als nächstem Gipfelpunkt, und im Westen der Möseler mit seinem 3480 m hohen Hauptgipfel. Nach Norden fällt der Turnerkamp über den Gletscher Hornkees zur Schwarzensteinalpe (2050 m) im Bereich der Berliner Hütte bzw. in den inneren Zemmgrund ab. Am Südgrat des Turnerkamp löst sich der lange Mühlwalder Kamm, zunächst Sattelschneid genannt, der das Mühlwalder Tal vom Weißenbachtal trennt. Am Südgrat liegen auch die beiden Gletscher Östlicher Nöfesferner (westlich des Grats) und Trattenbachkees (östlich des Grats).

## Stützpunkte und Routen

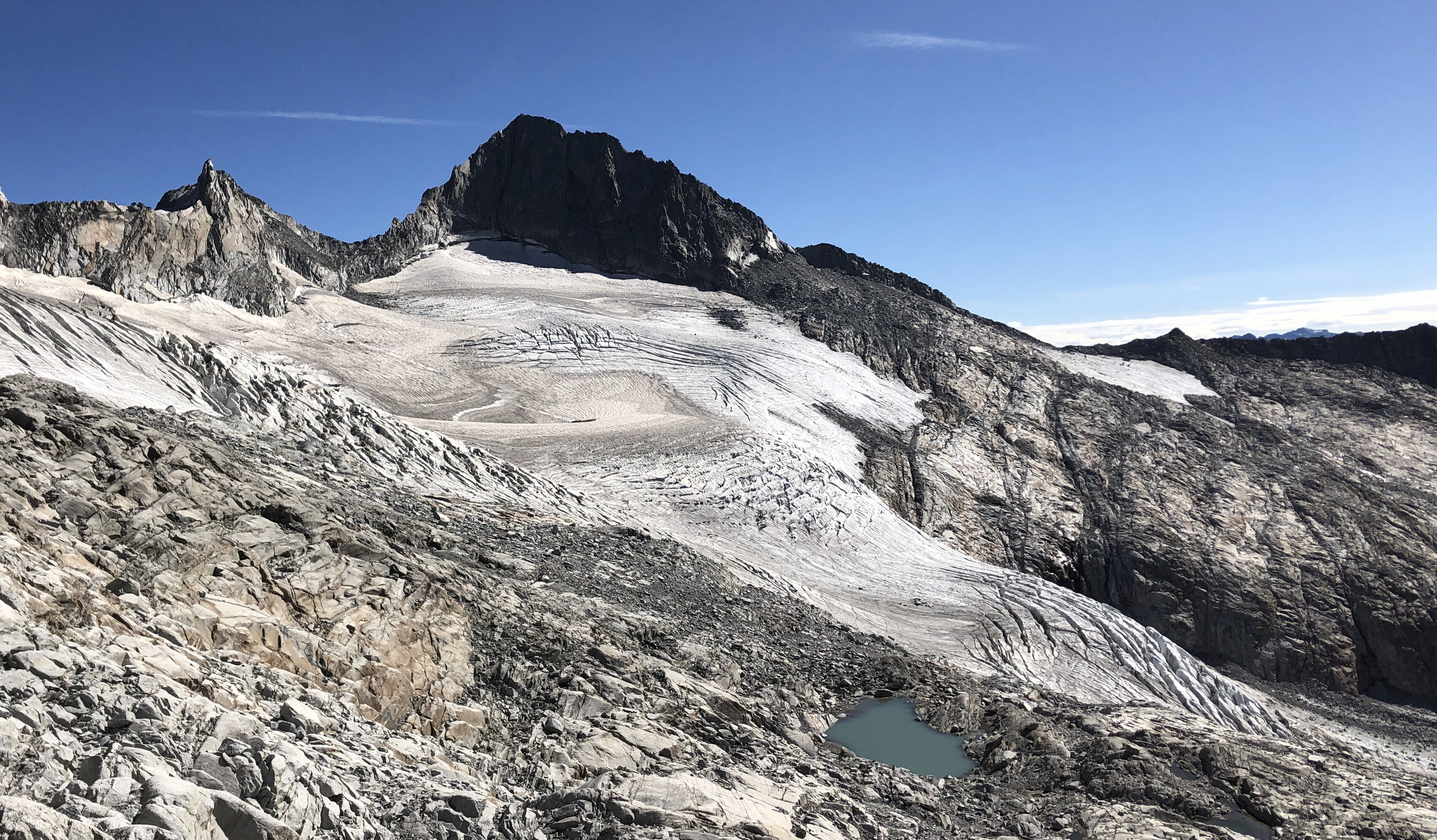
Turnerkamp mit Östlichem Nevesferner, links die Rossruggspitze, dazwischen die Rossruggscharte

Der Weg der englischen Alpinisten am 25. Juni 1872 begann um vier Uhr morgens an der Waxeckalpe und führte in südlicher Richtung über das Waxeggkees, über eine Einschartung des Rossrugg auf das obere Hornkees und über die Rossruggscharte südlich unterhalb des Westgrats zum Gipfel, der um neun Uhr erreicht wurde.
Der heutige Normalweg auf den Turnerkamp führt zuletzt entlang dieser sogenannten Engländerrinne durch die Westflanke. Ausgangspunkt ist meist der Nevesstausee oberhalb von Lappach bzw. zur Verkürzung des Zustiegs die Chemnitzer Hütte auf 2419 m Höhe, gelegen auf dem Neversjoch oberhalb von Weißenbach. Von der Hütte geht man zunächst auf dem Neveser-Höhenweg in Richtung Edelrauthütte bis man das breite Hochkar mit dem flachen Talboden unterhalb des Östlichen Nevesvferner erreicht; noch vor der Brücke am Gletscherbach verlässt man den Wanderweg nach rechts und steigt weglos teils auch auf Seigspuren (mit Steinmännchen markiert) in nördlicher Richtung Turnerkamp Südgrat auf und umgeht den unteren Teil des Östlichen Nevesferner rechtshaltend (Gletscherschliffplatten, Geröll/Moränengelände). Dann führt die Route über den östlichen Bereich des recht flachen Gletschers (einige Spalten, Gletscherausrüstung erforderlich) westlich unterhalb des Turnerkamp-Südgrats zunächst Richtung Rossruggscharte, bis man rechts abdreht und kurz steil auf dem Eis aufsteigt und den Bergschrund genau westlich des Gipfels überquert, um zum Einstieg der Engländerrinne (teils brüchig, Steinschlaggefahr) zu gelangen, die nahezu direkt zum Gipfel leitet. Bei entsprechender Schneelage kann direkt durch die steile Rinne aufgestiegen werden, ist die Rinne ausgeapert, wird rechts neben der Rinne im Fels geklettert (UIAA III). Dort gibt es Fixpunkte, die auch ein Abseilen durch diese Flanke ermöglichen. Die Gehzeit beträgt laut Literatur fünf Stunden ab der Hütte.

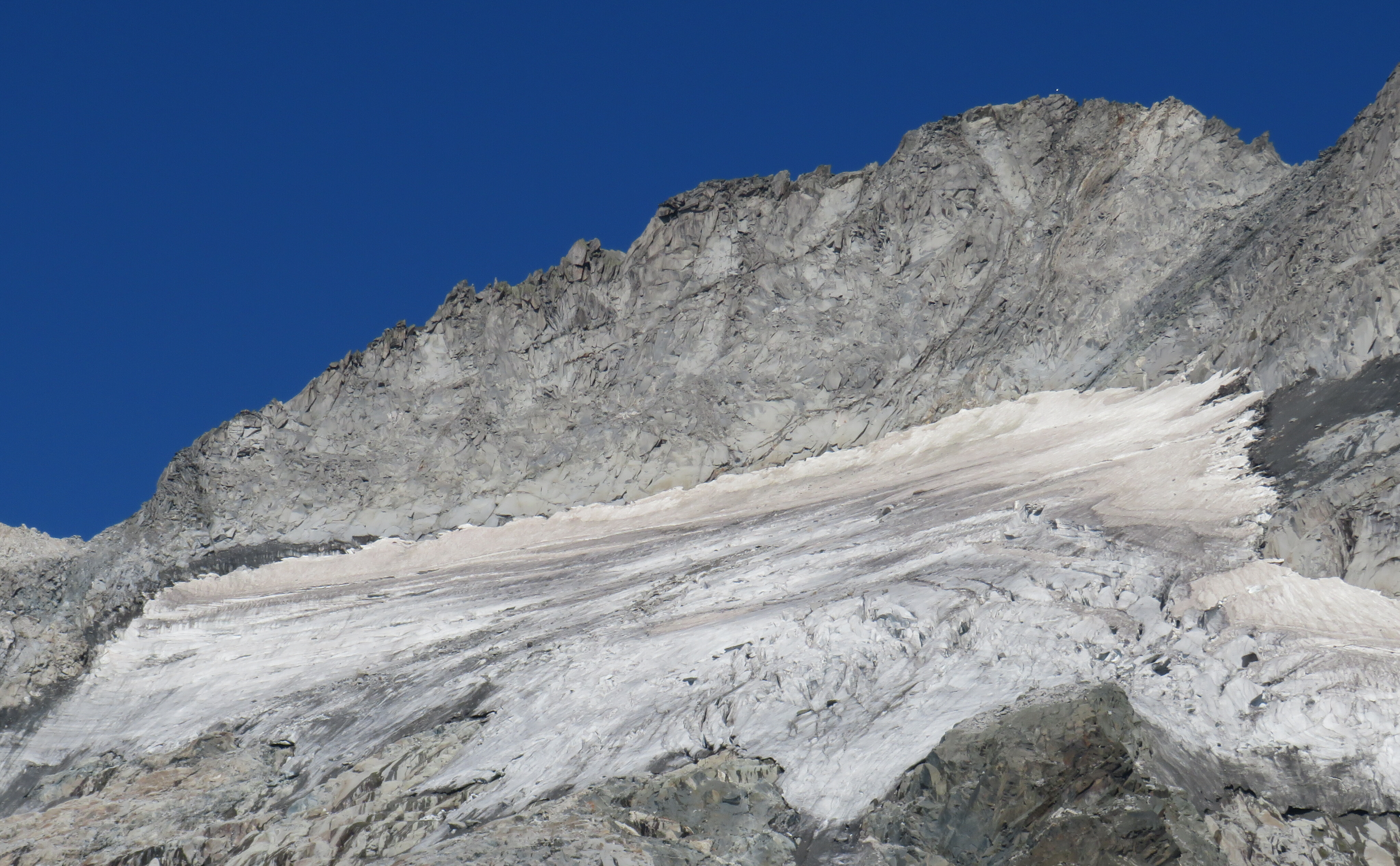
Turnerkamp von Osten mit Trattenbachkees und Normalweg im Winter zum Gipfel

Auch von der Berliner Hütte (2042 m) kann der Turnerkamp bestiegen werden. Von hier führt ein rot markierter Weg in südlicher Richtung östlich entlang des Rossruggens (Rossrücken) hinauf über den oberen Teil des Hornkees (Hochtour) zur Rossruggscharte, dann wie oben durch die Westflanke zum Gipfel in laut Literatur sieben Stunden.
Der frühere Normalweg über das Trattenbachkees und eine Rinne der Südostflanke ist technisch zwar einfacher, wird aber aufgrund des brüchigen Felses und erheblicher Steinschlaggefahr kaum noch begangen.